# Nubebberg
Der Nubebberg ist ein Berg in Namibia mit einer Höhe von 1618 m. Der Nubebberg ist der höchste Berg eines Gebirgskamms südlich von Usakos.